# Shu He
Shu He är ett vattendrag i Kina. Det ligger i den östra delen av landet, 700 km söder om huvudstaden Peking.